# 釜山海軍基地
35°05′53″N 129°06′22″E / 35.098186°N 129.106227°E
釜山海軍基地（：／）是一處位於韓國釜山廣域市南区的海軍基地之一。同時亦為美國海軍航空母艦、核能潛艇在韓國的主要停靠基地。兩者的營區彼此相鄰。

## 派駐單位
- 大韓民國海軍
  - 韓國海軍作戰司令部（朝鲜语：해군작전사령부）
- 美國海軍
  - 美國海軍駐韓國司令部